# Куперник Лев Абрамович
Лев Абрамович Куперник (рос. Лев Абрамович Куперник; 12 жовтня (30 вересня) 1845, Вільно — 11 жовтня (29 вересня) 1905, Київ) — російський адвокат і публіцист.

## Життєпис
Народився в купецькій сім'ї у Вільні 30 вересня (12 жовтня) 1845 року. Закінчив юридичний факультет Московського університету.
Працював присяжним повіреним спочатку в Москві, потім в Одесі і Києві. Швидко здобув репутацію видатного адвоката-криміналіста і виступав у багатьох гучних судових процесах, серед інших і в справах Струсберга, «червоних валетів», Мельницьких та по кутаїській справі, в справах про єврейські погроми, в політичних і аграрних процесах. На півдні і південному заході Росії він був найпопулярнішим адвокатом; ім'я його було відомо і в селянському середовищі. Мова Куперника, рівна, плавна, спокійна, пожвавлюється іронією, справляла враження і літературною формою, і завжди цікавим змістом. Куперник не залишив збірки своїх промов; у пресі повністю з'явилася лише його промова стосовно кутаїської справи, що належить до числа кращих промов російських судових ораторів. Він був одним з найбільш енергійних і стійких членів організації захисників з політичних процесів.
Як публіцист він співпрацював в «Юридичному віснику», «Юрист», «Зорі», «Київської газеті», «Київських відгуках», одеських газетах. Його фейлетони на теми суспільного характеру нерідко іскрилися дотепністю.
Бувши євреєм, хрестився в православ'я для одруження з піаністкою Ольгою Петрівною Щепкіною, ученицею Миколи Рубінштейна.
Батько відомої перекладачки, письменниці і поетеси Т. Л. Щепкіна-Куперник.